# Seiichi Negishi
Seiichi Negishi (Prefettura di Tochigi, 20 aprile 1969) è un ex calciatore ed ex giocatore di calcio a 5 giapponese, di ruolo difensore.

## Carriera
Utilizzato nel ruolo di giocatore di movimento, ha come massimo riconoscimento in carriera la partecipazione con la Nazionale di calcio a 5 del Giappone al FIFA Futsal World Championship 1989 dove la nazionale asiatica non ha superato il primo turno, affrontando Belgio, Argentina e Canada.